# Lichadonisia
Lichadonisia ( greacă Λιχάδες greacă Λιχάδες greacă Λιχάδες greacă Λιχάδες sau Λιχαδονήσια) este un grup de insule la nord-vest de insula Evia, în Golful Eubeei de Nord.  Insulele situate vizavi de capul Lichada în extremitatea nord-vestică a Euboei și vizavi de micul oraș Kamena Vourla din Grecia Centrală.  Din punct de vedere administrativ aparține municipiului Istiaia-Aidipsos , în unitatea regională Euboea . 

## Descriere
Complexul este format din șapte insule și insulițe.  Cea mai mare dintre ele este Manolia și este singurul care a avut rezidenți în trecut.   Celelalte șase sunt Strongyli , Mikri Strongyli, Steno, Vagia, Vorias și Limani.  Cea mai mare insulă, Manolia are o plajă frumoasă și este vizitată de mulți turiști în timpul verii.  În trecut a avut o așezare mică, dar în ziua de azi este părăsită.  Strongyli este a doua insulă cea mai mare și în partea de sus are un far mare. 

## Istorie
Insulele Lichadonisia au fost formate după cutremurul imens din 426 î.Hr. , când pământul dintre ele sa scufundat în Marea Euboeană.   Potrivit mitologiei grecești , numele lor provine de la Lichas , slujitorul lui Hercule, care a adus cămașa otrăvită de la Deianira la Hercule.  Hercule îl aruncă în mare și din aceste părți se formează aceste mici insule. 
Insulele sunt una dintre locațiile sugerate pentru Bătălia de la Echinades (322 î.Hr.) , care a încheiat talasocrația ateniană. 